# Ne félj a sötéttől!
A Ne félj a sötéttől! (eredeti cím: No temas a la oscuridad / Don’t Be Afraid of the Dark) 2010-ben bemutatott amerikai fantasy-horrorfilm, Troy Nixey rendezésében. A film forgatókönyvírója és egyik producere Guillermo del Toro, aki az egyik manónak a hangját kölcsönzi a filmben. A film az 1973-ban készült Ne félj a sötétben! feldolgozása.
A főbb szerepekben Katie Holmes, Guy Pearce és Bailee Madison látható. A Fangoria Chainsaw Awards-on 2012-ben Madisont a legjobb színésznőnek jelölték.

## Cselekmény
Alex és Kim egy új házba költöznek, ahol ezentúl velük fog lakni Sally is, Alex lánya. Sally rosszul viseli, hogy ott kellett hagynia az anyukáját, ezért nehézkes a beilleszkedése, vitákba is keveredik. Alex-ék az épületet restaurálják, Sally meg játszik össze vissza, és felfigyel egy pincére, melyből különös hangok törnek a felszínre. A felnőttek megnyitják a helységet, amin látszik, hogy már jó rég óta nem járt ott senki. Sally-t nem hagyja nyugodni a kíváncsiság, és egyre többször téved arrafelé, mert a hangok nem csillapodnak. Folyamatosan csalogatják, hívogatják a kislányt, és ő azt hiszi, hogy biztos valami bajuk van, éhesek, szomjasak, együttérzést tanúsít feléjük. De aztán meglátja őket, és legszívesebben kiszaladna a világból, bánatát nem tudja megosztani sem az apjával, sem Kim-el, mert nem hisznek neki, sőt orvost hívnak hozzá. Ahogy telik múlik az idő, úgy lesznek egyre telhetetlenebbek a hangok, és a hozzájuk tartozó teremtmények, és támadásba lendülnek. A célpont Sally, és mindenki, aki megpróbálja őket ebben megakadályozni.

## Szereposztás
| Szerep            | Színész        | Magyar hangja (1. szinkron) |
| ----------------- | -------------- | --------------------------- |
| Kim               | Katie Holmes   | Farkasházi Réka             |
| Alex              | Guy Pearce     | Debreczeny Csaba            |
| Sally             | Bailee Madison | Jelinek Éva                 |
| Harris            | Jack Thompson  | Szélyes Imre                |
| Emerson Blackwood | Garry McDonald | Várkonyi András             |
| Charles Jacoby    | Alan Dale      | ?                           |
| Mrs. Underhill    | Julia Blake    | ?                           |

## Fogadtatás
Az IMDb-n 5,6/10, 40 385 szavazat alapján. A Metacritic oldalán 56/100, ami az általában kedvelt kategóriába tartozik.